# Saint Kitts och Nevis
Saint Kitts och Nevis, officiellt Federationen Saint Kitts och Nevis (engelska: Federation of Saint Kitts and Nevis) och även Saint Christopher och Nevis, är en självständig stat i Västindien, Nordamerika. Landet består av två vulkaniska öar belägna i Läöarna i Små Antillerna, Saint Kitts som är 168 km² och Nevis som är 93 km². Öarna skiljs åt av ett tre kilometer brett sund kallat The Narrows. Nordväst om Saint Kitts ligger den nederländska ön Sint Eustatius och sydost om Nevis ligger den antiguanska ön Redonda. Kitts är en kortform av Christophers och landets konstitution nämner båda namnformerna Saint Kitts och Nevis samt Saint Christopher och Nevis.
Saint Kitts och Nevis är det minst befolkade landet i Amerika och det åttonde minst befolkade landet i hela världen. Till ytan är landet även det minsta i Amerika och ett av de minsta i världen.

## Etymologi
Saint Kitts kallades Liamuiga av kariberna som bebodde öarna när Christoffer Columbus kom till ön år 1493. Namnet finns kvar på vulkanen Mount Liamuiga som dominerar ön. Ön namngavs förmodligen till Sant Jago, Sankt Jakob, av Columbus. Vid senare kartmätningar förväxlades den med en annan ö som fått namnet San Cristobal efter Christoffer Columbus skyddshelgon Sankt Kristoffer. Saint Kitts kallades därför San Cristobal på 1600-talet och då var Kit ett smeknamn för Kristoffer. Därför kallades ön informellt på engelska Saint Kit's Island vilket så småningom blev dagens Saint Kitts.
Ön Nevis kallades för Oualie, vilket ungefär betyder de vackra vattnens land, av kariberna. Namnet anspelade antagligen på de många färskvattenkällor och varma källor som finns på den vulkaniska ön. Columbus namngav egentligen ön San Martin men den förväxlades med den ö som idag heter Saint Martin. Dagens namn är en omvandling av ett senare spanskt namn på ön, Nuestra Señora de las Nieves, ungefär Vår Fru av snöandet. Det anspelar på en myt som omgärdar byggandet av basilikan Santa Maria Maggiore i Rom. Enligt traditionen fick påven en uppenbarelse att bygga ett altare på den snöfläck som bildats på Esquilinen, en av Roms kullar. Varför ön döptes efter just den legenden är oklart men möjligen kan de vita moln som ofta omgärdar vulkanen föra tankarna till snöfall i ett varmt klimat. När engelsmännen kom till ön kallades den också för Dulcina, ungefär Den söta, men Nuestra Señora de las Nieves hade fått fäste och förkortades och anglifierades så småningom till Saint Nevis.

## Historia
Christofer Columbus kom till Saint Kitts 1493; ön beboddes då av kariber. Britter bosatte sig på öarna 1623. År 1967 fick öarna självstyre. 1971 gjorde ön Anguilla uppror och lämnade landet. Saint Kitts och Nevis blev en självständig stat 1983. År 1998 företogs en folkomröstning på Nevis angående om man skulle bli självständigt från Saint Christopher, men den tvåtredjedels-majoritet som krävdes för detta uppnåddes inte. Nevis har dock idag en ganska långtgående autonomi med en egen folkvald församling, en biträdande generalguvernör och en egen administration ledd av en premier.

## Geografi

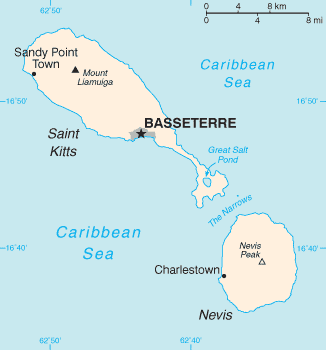
Saint Christopher och Nevis.

### Topografi och hydrografi
De två öarna Saint Kitts och Nevis är båda bergiga och har vulkaniskt ursprung. Saint Kitts, även känd som St. Christopher, är en långsmal ö där de centrala delarna domineras av tre grupper av branta vulkaniska bergstoppar, åtskilda av djupa raviner. I norr ligger Mount Liamuiga (tidigare kallad Misery), som med sina 1 156 meter över havet är landets högsta punkt. Längst i sydost sträcker sig ön ut i en låg halvö med flera sandstränder.
Nevis är en cirkelformad ö som i huvudsak består av ett enda berg, Nevis Peak, som når 985 meter över havet. Ön har långa sandstränder längs kusten och många små floder som rinner från de skogsklädda bergen ner mot havet. Nevis är omgiven av korallrev.
År 2011 såg markanvändningen ut på följande sätt:
|  | Jordbruksmark (varav 19,2 % odlingsbar mark, 0,4 % permanenta grödor och 3,5 % permanent betesmark.) (23,1 %) |

|  | Skog (43,2 %) |

|  | Övrig (34,6 %) |

### Klimat
Klimatet är tropiskt men mildras av de ständigt blåsande havsvindarna. Regntiden varar från maj till november. Juli–oktober förekommer orkaner.

## Styre och politik

### Författning och styre
Saint Kitts och Nevis är en federal parlamentarisk demokrati med en konstitutionell monarki (samväldesrike). Storbritanniens monark är landets statschef och monarken representeras i denna roll av en generalguvernör, som utnämns av monarken. Premiärministern har rollen som regeringschef och utses av generalguvernören. Vanligtvis utses ledaren av majoritetspartiet eller koalitionen till premiärminister. Landets parlament är nationalförsamlingen som har 14 ledamöter på femåriga mandat, varav 11 är direkt valda i enmansvalkretsar i relativa majoritetsval och 3 utses av generalguvernören. Högsta domstolen är Eastern Caribbean Supreme Court som är gemensam för samtliga medlemmar av OECS förutom Martinique.

### Administrativ indelning
Saint Kitts och Nevis är indelat i 14 administrativa områden, församlingar, (parishes): Christ Church Nichola Town, Saint Anne Sandy Point, Saint George Basseterre, Saint George Gingerland, Saint James Windward, Saint John Capesterre, Saint John Figtree, Saint Mary Cayon, Saint Paul Capesterre, Saint Paul Charlestown, Saint Peter Basseterre, Saint Thomas Lowland, Saint Thomas Middle Island och Trinity Palmetto Point.

## Ekonomi och infrastruktur
Ett stort problem för landet är en hög skuldsättning. Ansträngningar görs för att diversifiera ekonomin och bland annat utveckla jordbrukssektorn, som tidigare var helt inriktad på sockerproduktion, och få fram en mer kunskapsbaserad ekonomi. På Nevis har man också kommit förhållandevis långt med satsningar på alternativ energi. Ett av regionens första vindkraftverk har färdigställts och man försöker nu få finansiering för ett större bergvärmeprojekt, som skulle kunna tillhandahålla all el som behövs för både Nevis och St Kitts och även räcka till för export.

### Näringsliv
Landets ekonomi var fram till 1970-talet dominerad av socker och denna gröda dominerar fortfarande jordbruket, men andra näringar, såsom turism och tillverkningsindustri, har blivit allt viktigare. Turismen är Saint Kitts och Nevis viktigaste inkomstkälla och det minskade resandet efter terroristattackerna i New York den 11 september 2001 drabbade landet hårt.

#### Råvaror
Landets enda naturtillgångar är odlingsbar mark.

### Handel
2016 exporterade Saint Kitts och Nevis varor och tjänster värderat till 60,7 miljoner amerikanska dollar och importerade för 244,5 miljoner dollar. Exporterna bestod mest av maskiner, mat, elektronik, drycker och tobak. Importerna bestod mest av maskiner, industriprodukter, mat samt fossila bränslen.
Exportpartners 2015:
- USA 46,4 %
- Polen 15,2 %
- Bangladesh 10,5 %

Importpartners 2015:
- USA 37,8 %
- Trinidad och Tobago 22,8 %
- Barbados 4,4 %

### Infrastruktur

#### Transporter
Vägnätet på öarna sträcker sig över 383 km, med en jämn fördelning mellan öarna. Båttrafiken mellan öarna sköts av ett statligt färjebolag, och Basseterre har en djuphavshamn. Den internationella flygplatsen (Golden Rock) ligger cirka 3 km från Basseterre, och Nevis har ett mindre flygfält för trafik mellan öarna.

#### Utbildning
Skolgången är obligatorisk och kostnadsfri för barn mellan 5 och 16 år. Skolsystemet följer en brittisk modell, med sju års grundskola och fem eller sju års gymnasieskola. På eftergymnasial nivå finns det bland annat en lärarhögskola, ett tekniskt college och en filial till University of the West Indies. Staten har prioriterat utbildning, och utbildningssektorn stod för cirka 10 procent av statsbudgeten 2005. Utbildningsnivån är hög jämfört med många andra länder i regionen, och nästan hela befolkningen (98 procent, 2003) är läskunnig.

## Befolkning

### Demografi

#### Urbanisering
Öarna är relativt tätt befolkade, och ungefär 76 procent av invånarna bor på Saint Kitts, där landets huvudstad Basseterre är belägen. År 2018 hade huvudstaden cirka 14 000 invånare.

#### Minoriteter
Befolkningen består främst av personer med afrikanskt ursprung, men det finns även grupper av britter, portugiser och libaneser.

#### Migration
Nettomigrationen uppgår till 1,2 migranter per 1 000 invånare (2016).

### Språk
I landet är engelska det officiella språket, men majoriteten av befolkningen talar en karibisk variant av kreolengelska. Tidigare användes ett franskbaserat kreolspråk, som nu har försvunnit.

### Religion
Religiöst tillhör många av invånarna den anglikanska kyrkan eller metodistkyrkan, en struktur som har sitt ursprung i den brittiska kolonialmakten. Missionärsarbete har, och pågår fortfarande, genomförts av baptister och pingströrelser. På senare tid har evangelikala och karismatiska rörelser blivit mer framträdande. Katolska kyrkan har en mindre framträdande roll än i många grannländer. En kyrkoförnyelse pågår under inflytande från de latinamerikanska biskopskonferenserna (CELAM). Det finns även ett ekumeniskt samarbete, utvecklat genom Caribbean Council of Churches, mellan anglikanska, metodistiska, presbyterianska och katolska kyrkor, som gemensamt arbetar mot fattigdom och marginalisering.

### Hälsa
År 2016 var spädbarnsdödligheten 8,6 dödsfall per 1 000 levande födslar. För manliga spädbarn var dödligheten 6,0 dödsfall per 1 000 levande födslar, medan den för kvinnliga spädbarn var högre, 11,2 dödsfall per 1 000 levande födslar. År 2014 var andelen vuxna som led av fetma 28,4 procent.

## Kultur

### Massmedier

#### Press och förlag
I Saint Kitts och Nevis finns ingen daglig tidning. De största tidningarna är tvådagarstidningen The Labour Spokesman och veckotidningen The Democrat.

#### Radio och television
Radio- och TV-sändningar drivs av det statliga bolaget ZIZ Radio and Television, som grundades 1961 och började med TV-sändningar 1972. Det finns även privata radiostationer i landet.

### Sport
Landets mest kände idrottsman är sprintern Kim Collins som tog VM-guld på 100 m vid VM i friidrott 2003. Cricket är populärt och även fotboll: Det nationella laget heter "Sugar boyz".